# István Lichteneckert
István Lichteneckert (* 17. August 1892 in Budapest, Österreich-Ungarn; † 10. November 1929 ebenda) war ein ungarischer Florettfechter.

## Erfolge
István Lichteneckert nahm an den Olympischen Spielen 1924 in Paris im Mannschaftswettbewerb des Florettfechtens teil. Er erreichte mit der ungarischen Equipe die Finalrunde, die vor Italien und hinter Frankreich und Belgien auf dem Bronzerang abgeschlossen wurde.